# Mataparent xerocomoide

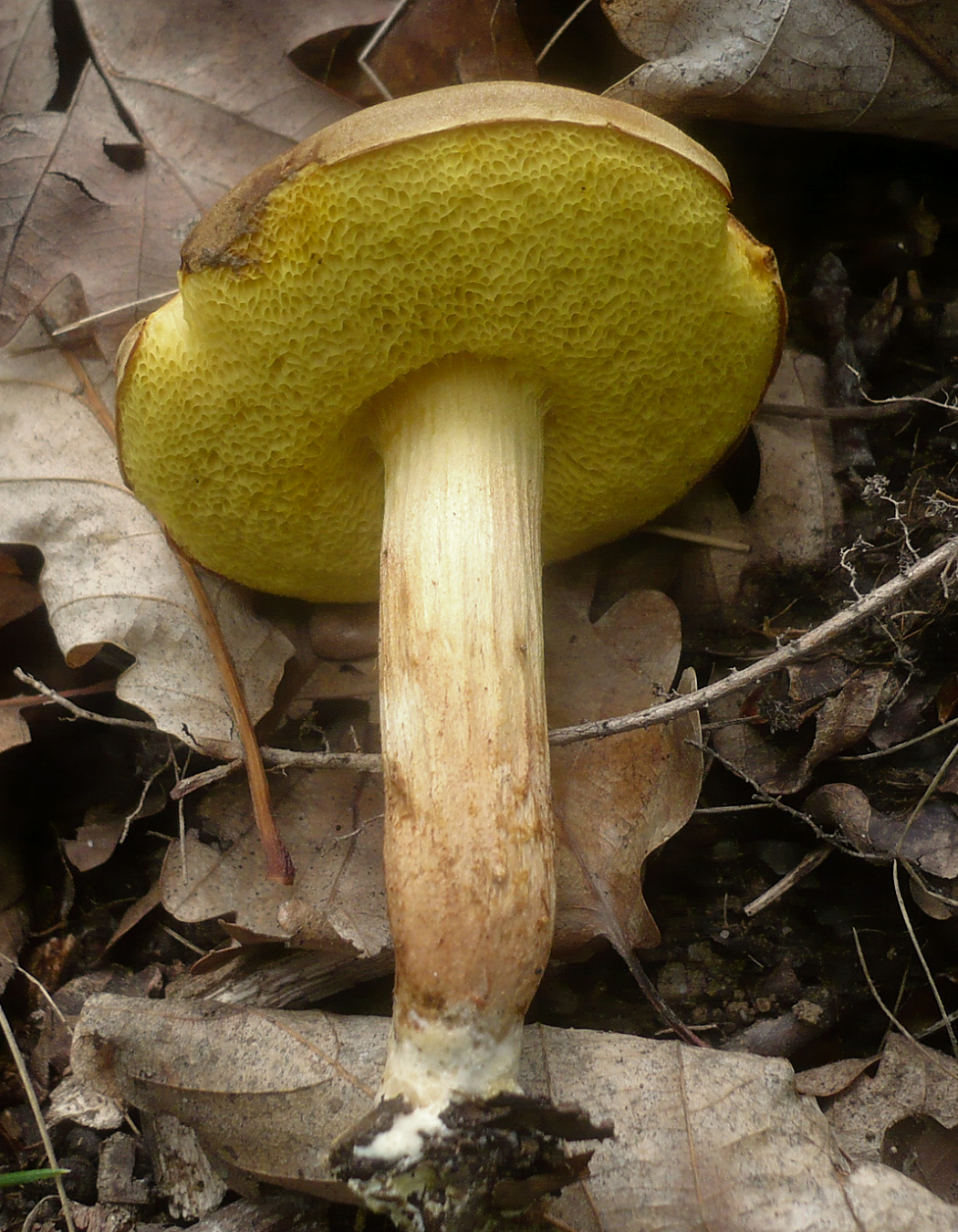
Revers d'un mataparent vellutat (Xerocomus subtomentosus), de porus amples groc daurat

Els mataparents xerocomoides són mataparents de mitjans a petits, d’esponja amb porus de color variat, des del groc daurat (Xerocomus subtomentosus) al brunenc (Porphyrellus porphyrosporus).
Són bolets de fisiologia variada: hi ha formes terrestres però també lignícoles, la majoria són micorríziques però també saprofítiques i algunes de paràsites.

## Espècies
Les espècies de mataparents xerocomoides més corrents, ordenades per gèneres, són:
Alessioporus
- Alessioporus ichnusanus, mataparent d’Ichnusa

Aureoboletus
- Aureoboletus gentilis, mataparent salat (de faig)

Buchwaldoboletus

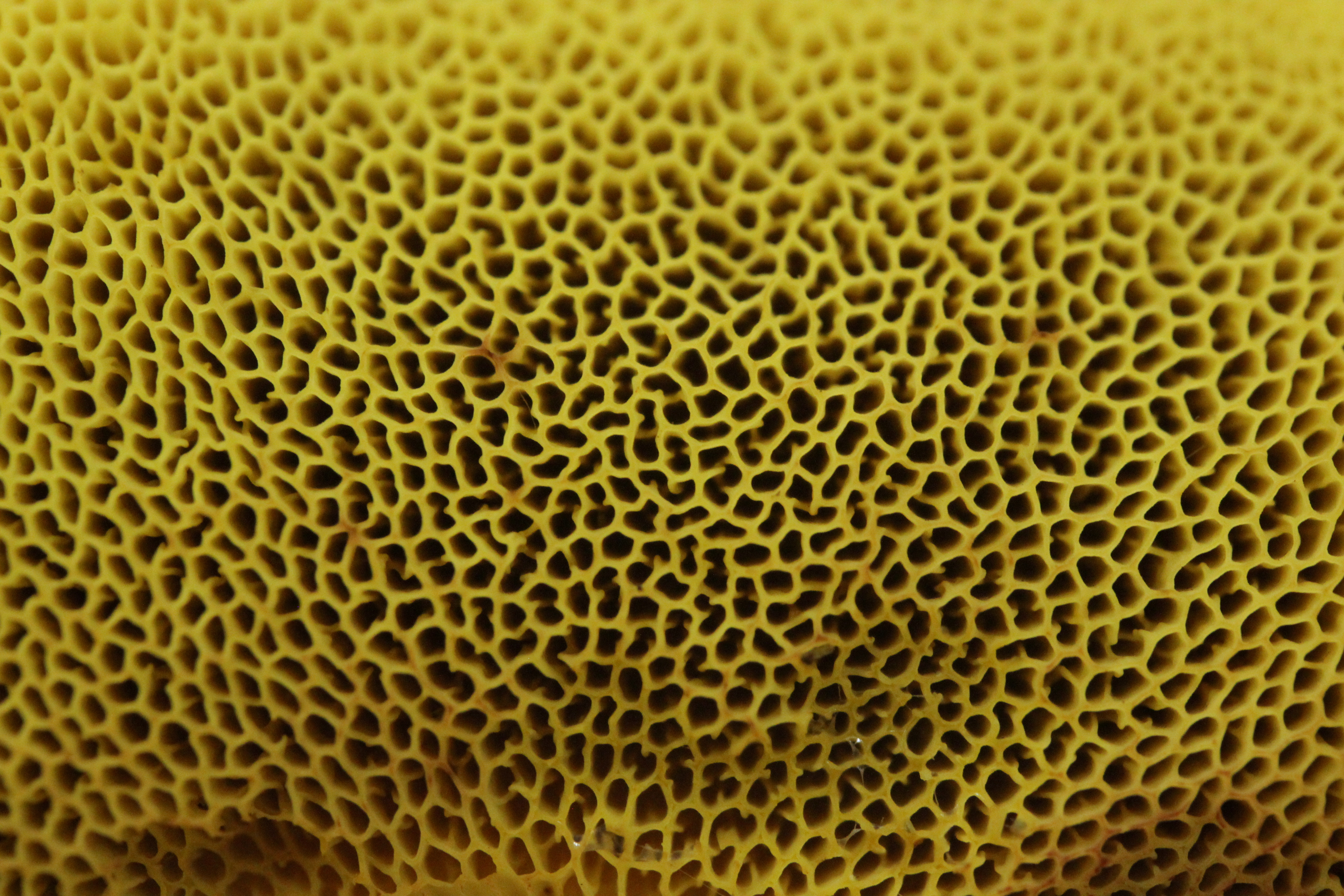
Detall dels porus amples de l'esponja d'un mataparent vellutat (Xerocomus subtomentosus)

- Buchwaldoboletus lignicola, mataparent de fusta
- Buchwaldoboletus hemichrysus, mataparent de fusta daurat

Gyrodon
- Gyrodon lividus, mataparent de vern

Hortiboletus
- Hortiboletus rubellus, mataparent vermellós
- Hortiboletus engelii, mataparent d'Engel

Imleria
- Imleria badia, mataparent bai

Porphyrellus
- Porphyrellus porphyrosporus, mataparent fosc

Pseudoboletus
- Pseudoboletus parasiticus, mataparent paràsit

Pulchroboletus
- Pulchroboletus roseoalbidus, mataparent rosa i blanc

Rheubarbariboletus
- Rheubarbariboletus armeniacus, mataparent albercoc
- Rheubarbariboletus persicolor, mataparent persicolor

Xerocomellus
- Xerocomellus chrysenteron, mataparent clivellat
- Xerocomellus cisalpinus, mataparent clivellat blavejant
- Xerocomellus porosporus, mataparent clivellat de cama bruna
- Xerocomellus poederi, mataparent clivellat de Pöder
- Xerocomellus sarnarii, mataparent clivellat de Sarnari
- Xerocomellus redeuilhii, mataparent clivellat de Redeuilh
- Xerocomellus dryophilus, mataparent clivellat de roure
- Xerocomellus pruinatus, mataparent clivellat pruïnós
- Xerocomellus ripariellus, mataparent clivellat de ribera

Xerocomus
- Xerocomus subtomentosus, mataparent vellutat
- Xerocomus silwoodiensis, mataparent vellutat de pollancre
- Xerocomus ferrugineus, mataparent ferruginós
- Xerocomus chrysonemus, mataparent vellutat groc